# Sukhoi
A JSC Sukhoi Company (ПАО «Компания „Сухой“») é uma empresa russa fabricante de aeronaves, mais conhecida por seus caças militares. Actualmente faz parte da United Aircraft Russia. Fundada por Pavel Sukhoi em 1939 como Gabinete de Projetos Sukhoi (OKB-51, escritório de design prefixo Su). A empresa é formada pela joint-venture da JSC Sukhoi Design Bureau de Moscou, Novosibirsk Aviation Production Association (NAPO), Komsomolsk-na-Amure Aviation Production Association (KnAAPO) e a Irkutsk Aviation.
Atualmente, os Su-27, Su-30, Su-24, Su-25, Su-24M e Su-33 para porta-aviões estão em serviço para a Forca Aérea Russa e para a Marinha Russa. Caças Sukhoi foram fornecidos para a Índia, China, Polónia, República Checa, Eslováquia, Hungria, Alemanha, Síria, Argélia, Coreia do Norte, Vietname, Afeganistão, Yemen, Egito, Líbia, Irão, Angola, Etiópia, Peru e Venezuela. Um total de mais de 2.000 aviões Sukhoi foram fornecidos a países estrangeiros em contratos de exportação.
Com os modelos Su-26, Su-29 e Su-31, a Sukhoi também é uma das líderes no mercado de aviões acrobáticos.

## Aviões da Sukhoi

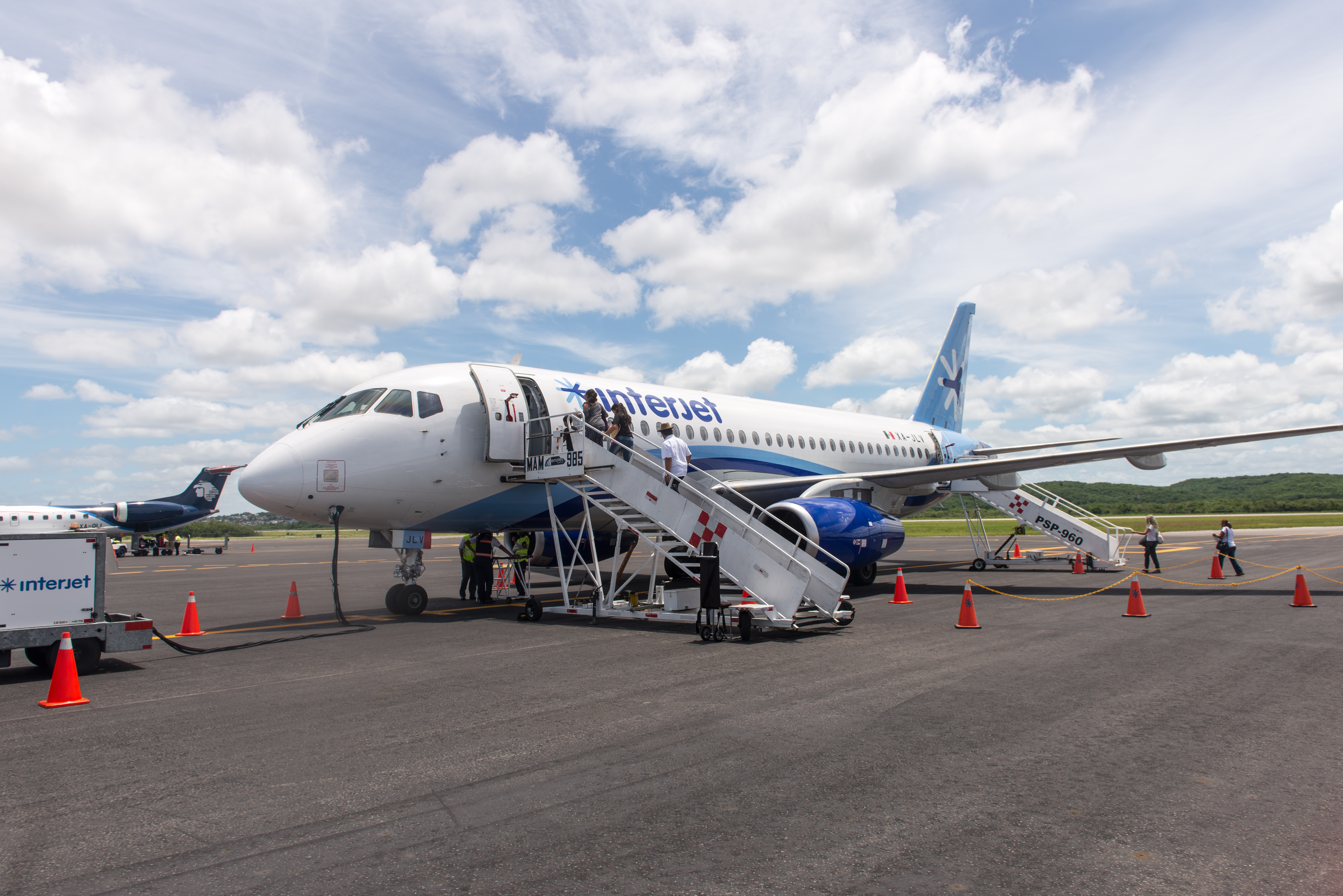
Sukhoi Superjet 100 (Campeche, Mexico) 2015

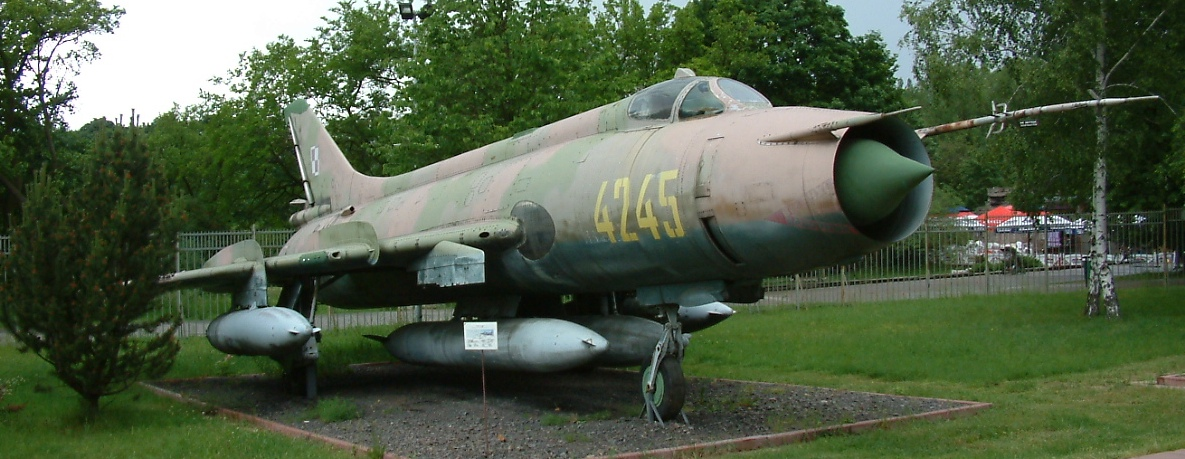
Sukhoi Su-8/17/20/22 aposentado pela Força Aérea Polonesa.

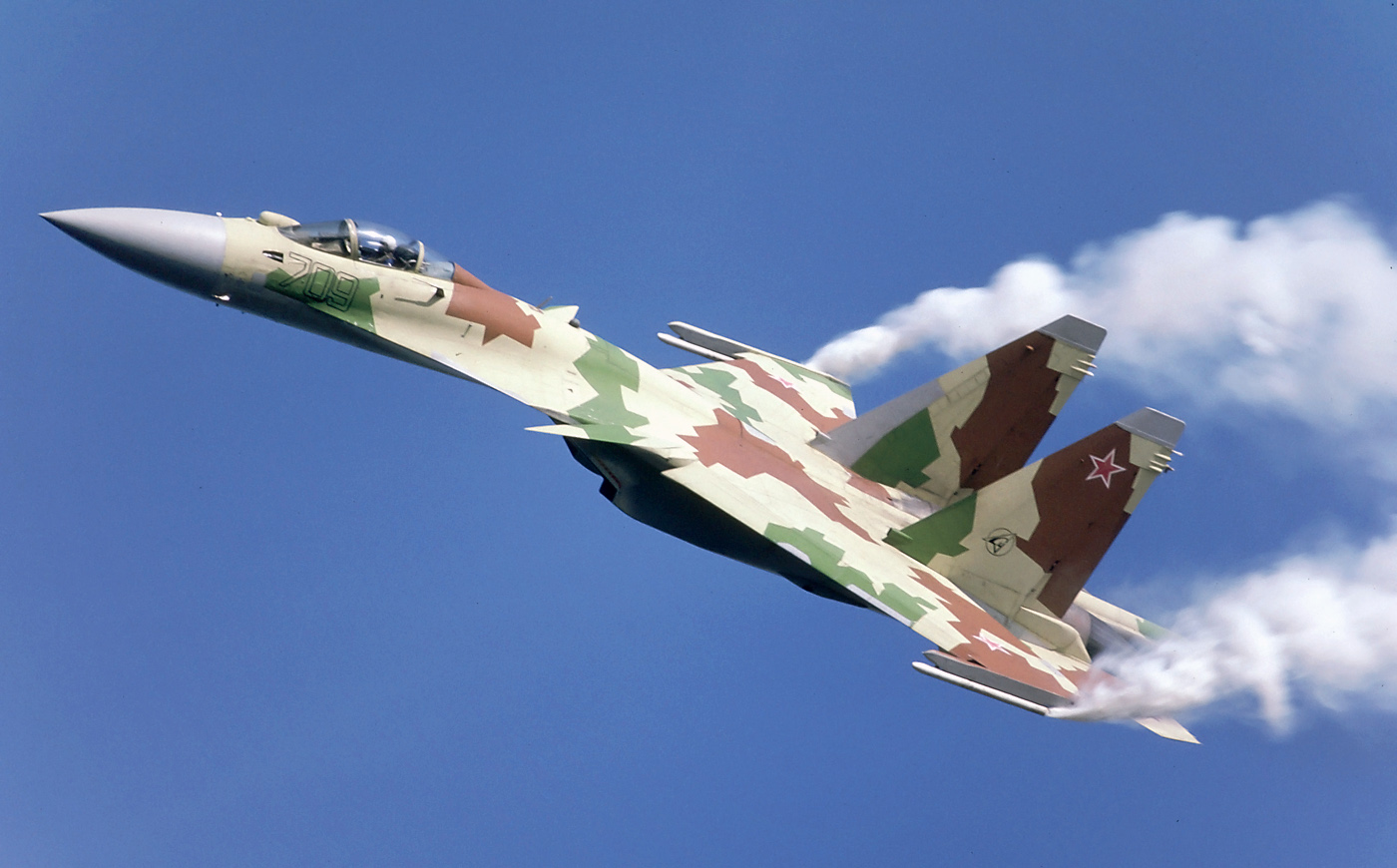
Sukhoi Su-35.

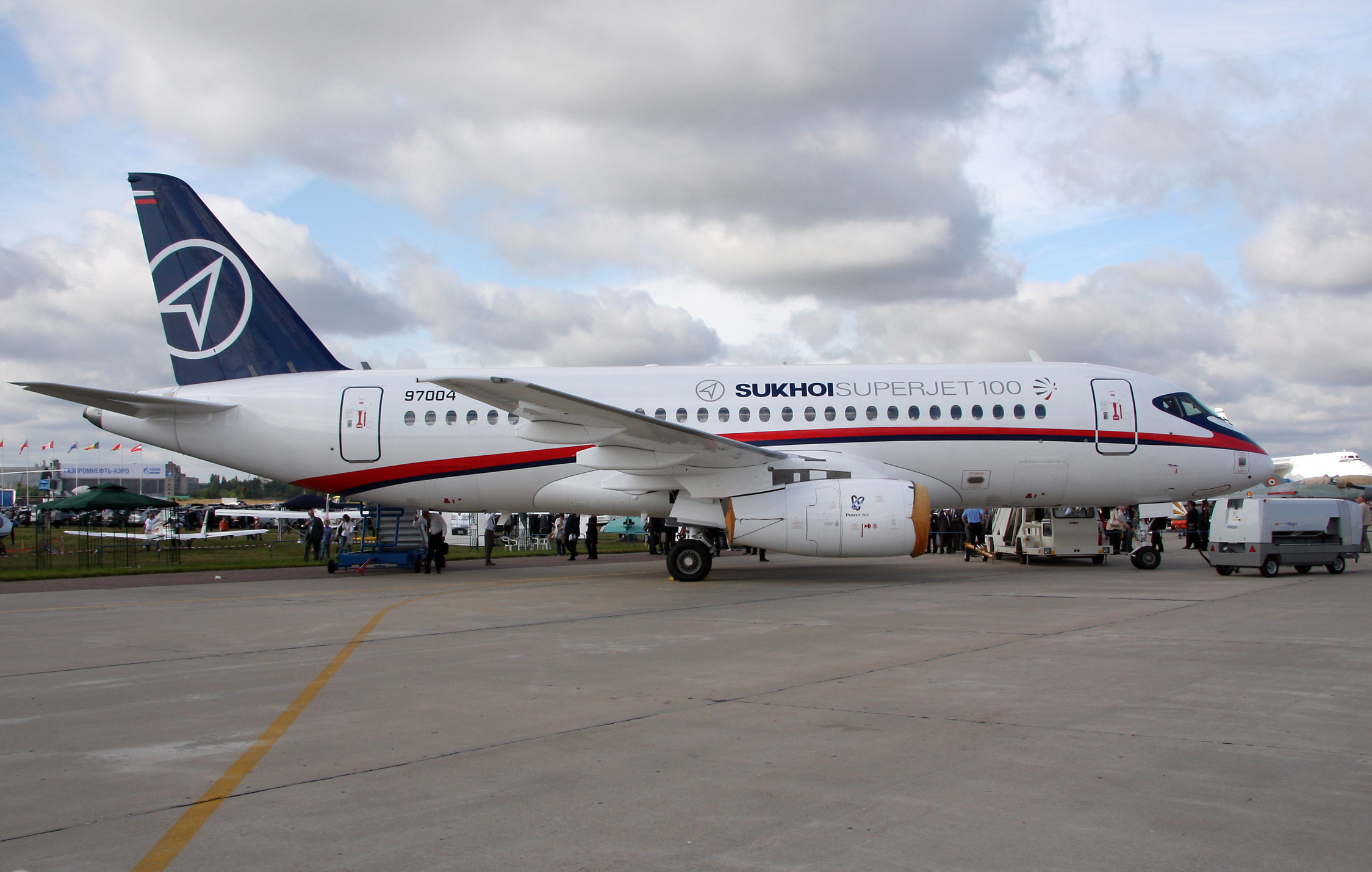
Sukhoi Superjet 100.

- Su-2 – Avião leve para ataque ao solo
- Su-7 Fitter – avião de ataque
- Su-9 Fishpot – caça interceptador
- Su-11 Fishpot - caça interceptador
- Su-15 Flagon - caça de superioridade aérea
- Su-17 Fitter - avião de ataque
- Su-20 Fitter - avião de ataque
- Su-22 Fitter - avião de ataque
- Su-24 Fencer - avião para ataque ao solo
- Su-25 Frogfoot – avião de ataque ao solo
- Su-26 avião acrobático de assento único (civil)
- Su-27 Flanker-A/B-Caça de superioridade aérea
- Su-29 avião acrobático com dois assentos (civil)
- Su-30 Flanker-C
- Su-31 avião acrobático de assento único (civil)
- Su-33 Naval Flanker (Flanker-D)
- Su-34 Platypus (Flanker-IB)
- Su-35 Flanker-E
- Su-37 Super Flanker (Flanker-F)
- Su-39 Frogfoot – avião de ataque ao solo
- SU-47 Berkut-Caça multi-uso
- Su-57 Felon-Caça Furtivo
- Su-75 Checkmate
- Sukhoi-Gulfstream S-21 Jato executivo supersônico
- S-80, um duplo-turbopropulsor para pouso e aterrissagem curta (STOL)
- Russian Regional Jet – Avião regional a jato (civil)
- Sukhoi Superjet 100
- Sukhoi Skyline

## Modelos experimentais
- Su-5 - caça turbo-helice
- Su-6 - avião de ataque ao solo
- Su-8 - avião de ataque ao solo
- Su-9 – caça a jato
- Su-47 Berkut - caca-bombardeiro
- T-4 – bombardeiro supersônico